# هزلی ریورا
هزلی ریورا (انگلیسی: Hezly Rivera؛ زادهٔ ۴ ژوئن ۲۰۰۸) ژیمناست هنری زن اهل ایالات متحده آمریکا است.